# Моя семья и другие звери
«Моя семья и другие звери» (англ. My Family and Other Animals; другой перевод «Моя семья и другие животные») — автобиографическая повесть писателя-анималиста Джеральда Даррелла, вышедшая в свет в 1956 году. Является первой частью «трилогии Корфу», в которую также входят «Птицы, звери и родственники» (1969) и «Сад богов» (1978).

## Книга

### Содержание
Книга повествует о первых пяти годах (1935—1939), прожитых Дарреллом и его семьёй на греческом острове Корфу в Ионическом море, где зоолог в десятилетнем возрасте впервые почувствовал радость общения с природой и получил начальное образование. Даррелл так писал о своей книге:

В этой книге я рассказал о пяти годах, прожитых нашей семьей на греческом острове Корфу. Сначала книга была задумана просто как повесть о животном мире острова, в которой было бы немножко грусти по ушедшим дням. Однако я сразу сделал серьёзную ошибку, впустив на первые страницы своих родных. Очутившись на бумаге, они принялись укреплять свои позиции и наприглашали с собой всяких друзей во все главы. Лишь ценой невероятных усилий и большой изворотливости мне удалось отстоять кое-где по нескольку страничек, которые я мог целиком посвятить животным.

### Стиль
В «Моей семье и других зверях» автор придерживается шутливого тона повествования, рассказывая преимущественно о забавных событиях, происходивших с ним лично, с его семьёй (например, с участием его старшего брата Ларри — писателя Лоренса Даррелла), их друзьями, среди которых немало весьма эксцентричных персонажей. Более серьёзен Даррелл в эпизодах, описывающих его знакомство с природой и животным миром острова.

### Фактическое содержание
Многие лица, упоминающиеся в книге, являются реально жившими персонажами, или выведены под вымышленными именами, но легко опознаются (к примеру, основатель скаутского движения Баден-Пауэлл выведен под именем полковника Велвита). В то же время, хронологическая последовательность событий нарушается (эпизоды идут друг за другом не в линейном порядке). В книге (и в её продолжениях) не упоминается жена Лоуренса Даррела, художница Нэнси Майерс (1912—1983), которая жила вместе с ним на отдельной вилле (а не вместе с остальной семьёй).

## История

### Работа над книгой и публикации
Повесть написана Дарреллом в 1955 году в Борнмуте. По воспоминаниям первой жены Даррелла, Джеки, она никогда не видела, чтобы Даррелл так работал над книгой, «он выдавал страницу за страницей, и бедняжка Софи [секретарь] едва поспевала
за ним. … Спустя шесть недель и сто двадцать тысяч слов Даррелл предался благостному изнеможению».
Впервые книга была опубликована в 1956 году в издательстве Rupert Hart-Davis Ltd и имела огромный успех. Её суммарные тиражи превышают тиражи любой другой книги Даррелла.

#### Издания на русском языке
Впервые повесть вышла на русском языке в 1971 году в переводе Л. Деревянкиной под названием «Моя семья и звери» (Издательство «Мир», Москва). В дальнейшем многократно переиздавалось в СССР, а потом в России. Кроме варианта Л. Деревянкиной, известны также переводы Л. Жданова, В. Смирнова, Л. Игоревского (последний — под названием «Моя семья и другие животные» или же «Моя семья и звери»).

## Влияние
- Хилари Пайпети. Путеводитель «По следам Лоренса и Джеральда Дарреллов на Корфу, 1935—1939».
- В центре города Корфу находится Школа Дарреллов, в которой каждый год проводятся курсы под руководством одного из биографов Лоренса Даррелла — Ричарда Пайна.
- Книга Даррела внесла колоссальный вклад в развитие туристического бизнеса Корфу. «Книга не только продается миллионными тиражами по всему миру, но уже прочитана несколькими поколениями детей в рамках школьной программы. Одна только эта книга принесла острову и жителям Корфу широчайшую известность и процветание. Добавьте к этому все остальные книги, написанные Дарреллами или о них; все это вместе в результате превратилось в то, что можно назвать „даррелловской индустрией“, продолжающей производить огромные обороты и привлекать на остров миллионы туристов. Их вклад в туристическую индустрию огромен, и теперь она существует на острове для всех — не важно, поклонник ты Дарреллов или нет. Сам Джеральд сожалел о том влиянии, которое он оказал на развитие Корфу, но на самом деле влияние это было в основном к лучшему, поскольку, когда Дарреллы впервые прибыли туда в 1935 году, большая часть населения жила в бедности. Сейчас, во многом благодаря их пребыванию там, весь мир знает об острове и большинство местных живут вполне безбедно»
- Главный герой романа Кэндзабуро Оэ «Футбол 1860 года» переводит книгу Даррелла на японский. Название «Моя семья и другие звери» в тексте отсутствует, но упоминаются некоторые эпизоды книги.
- Один из героев романа Дэвида Митчелла Облачный атлас, Тимоти Кавендиш, упоминает, что родители его девушки, Урсулы, гостили в доме Даррелов на Корфу.

## Экранизации
- «Моя семья и другие животные» (1987, мини-сериал, реж. Питер Барбер-Флеминг).

- «Моя семья и другие звери» (2005, полнометражный фильм, реж. Шери Фолксон).

- «Дарреллы» (2016 — 2019, телесериал, 4 сезона, оригинальное название «The Durrells»).